# Stamboom Johan VII van Nassau-Siegen
Dit is de stamboom van graaf Johan VII ‘de Middelste’ van Nassau-Siegen (1561–1623).
| Stamboom Johan VII ‘de Middelste’ van Nassau-Siegen (1561–1623) | Stamboom Johan VII ‘de Middelste’ van Nassau-Siegen (1561–1623)                                       | Stamboom Johan VII ‘de Middelste’ van Nassau-Siegen (1561–1623) | Stamboom Johan VII ‘de Middelste’ van Nassau-Siegen (1561–1623) | Stamboom Johan VII ‘de Middelste’ van Nassau-Siegen (1561–1623)                                       | Stamboom Johan VII ‘de Middelste’ van Nassau-Siegen (1561–1623) | Stamboom Johan VII ‘de Middelste’ van Nassau-Siegen (1561–1623) | Stamboom Johan VII ‘de Middelste’ van Nassau-Siegen (1561–1623)                                       | Stamboom Johan VII ‘de Middelste’ van Nassau-Siegen (1561–1623) | Stamboom Johan VII ‘de Middelste’ van Nassau-Siegen (1561–1623) | Stamboom Johan VII ‘de Middelste’ van Nassau-Siegen (1561–1623)                                       | Stamboom Johan VII ‘de Middelste’ van Nassau-Siegen (1561–1623)                                                                                                   | Stamboom Johan VII ‘de Middelste’ van Nassau-Siegen (1561–1623)                                       | Stamboom Johan VII ‘de Middelste’ van Nassau-Siegen (1561–1623)                                 | Stamboom Johan VII ‘de Middelste’ van Nassau-Siegen (1561–1623)                                 | Stamboom Johan VII ‘de Middelste’ van Nassau-Siegen (1561–1623)                                 | Stamboom Johan VII ‘de Middelste’ van Nassau-Siegen (1561–1623) | Stamboom Johan VII ‘de Middelste’ van Nassau-Siegen (1561–1623)                                    | Stamboom Johan VII ‘de Middelste’ van Nassau-Siegen (1561–1623) | Stamboom Johan VII ‘de Middelste’ van Nassau-Siegen (1561–1623) | Stamboom Johan VII ‘de Middelste’ van Nassau-Siegen (1561–1623) | Stamboom Johan VII ‘de Middelste’ van Nassau-Siegen (1561–1623)                                | Stamboom Johan VII ‘de Middelste’ van Nassau-Siegen (1561–1623)                                      | Stamboom Johan VII ‘de Middelste’ van Nassau-Siegen (1561–1623)                                | Stamboom Johan VII ‘de Middelste’ van Nassau-Siegen (1561–1623)                                | Stamboom Johan VII ‘de Middelste’ van Nassau-Siegen (1561–1623)                                                      |
| --------------------------------------------------------------- | --- | --- | --- | --- | --- | --- | --- | --- | --- | --- | --- | --- | ----------------------------------------------------------------------------------------------- | ----------------------------------------------------------------------------------------------- | ----------------------------------------------------------------------------------------------- | --- | -------------------------------------------------------------------------------------------------- | --- | --- | --- | ---------------------------------------------------------------------------------------------- | --- | ---------------------------------------------------------------------------------------------- | ---------------------------------------------------------------------------------------------- | --- |
| Betovergrootouders                                              | Johan IV van Nassau-Siegen (1410–1475) ⚭ 1440 Maria van Loon-Heinsberg (1424–1502)                    | Johan IV van Nassau-Siegen (1410–1475) ⚭ 1440 Maria van Loon-Heinsberg (1424–1502) | Johan IV van Nassau-Siegen (1410–1475) ⚭ 1440 Maria van Loon-Heinsberg (1424–1502) | Hendrik III ‘de Rijke’ van Hessen-Marburg (1440–1483) ⚭ 1458 Anna van Katzenelnbogen (1443–1494)      | Hendrik III ‘de Rijke’ van Hessen-Marburg (1440–1483) ⚭ 1458 Anna van Katzenelnbogen (1443–1494) | Hendrik III ‘de Rijke’ van Hessen-Marburg (1440–1483) ⚭ 1458 Anna van Katzenelnbogen (1443–1494) | Hendrik IX van Stolberg-Wernigerode (1436–1511) ⚭ 1452 Mathilda van Mansfeld (?–1469)                 | Hendrik IX van Stolberg-Wernigerode (1436–1511) ⚭ 1452 Mathilda van Mansfeld (?–1469) | Hendrik IX van Stolberg-Wernigerode (1436–1511) ⚭ 1452 Mathilda van Mansfeld (?–1469) | Filips I van Eppstein-Königstein (na 1440–1480/81) ⚭ 1473 Louise de la Marck (ca. 1454–1524)          | Filips I van Eppstein-Königstein (na 1440–1480/81) ⚭ 1473 Louise de la Marck (ca. 1454–1524)                                                                      | Filips I van Eppstein-Königstein (na 1440–1480/81) ⚭ 1473 Louise de la Marck (ca. 1454–1524)          | Frederik V van Leuchtenberg (1436–1487) ⚭ 1467 Dorothea van Rieneck (ca. 1440–1503)             | Frederik V van Leuchtenberg (1436–1487) ⚭ 1467 Dorothea van Rieneck (ca. 1440–1503)             | Frederik V van Leuchtenberg (1436–1487) ⚭ 1467 Dorothea van Rieneck (ca. 1440–1503)             | Günther XXXVIII van Schwarzburg-Blankenburg (1450–1484) ⚭ 1470 Catharina van Querfurt (?–1531) | Günther XXXVIII van Schwarzburg-Blankenburg (1450–1484) ⚭ 1470 Catharina van Querfurt (?–1531)     | Günther XXXVIII van Schwarzburg-Blankenburg (1450–1484) ⚭ 1470 Catharina van Querfurt (?–1531)                                                                                              | Albrecht III Achilles van Brandenburg (1414–1486) ⚭ 1458 Anna van Saksen (1437–1512) | Albrecht III Achilles van Brandenburg (1414–1486) ⚭ 1458 Anna van Saksen (1437–1512) | Albrecht III Achilles van Brandenburg (1414–1486) ⚭ 1458 Anna van Saksen (1437–1512)           | Albrecht III Achilles van Brandenburg (1414–1486) ⚭ 1458 Anna van Saksen (1437–1512)                 | Casimir IV van Polen (1427–1492) ⚭ 1454 Elisabeth van Oostenrijk (1435/36–1505)                | Casimir IV van Polen (1427–1492) ⚭ 1454 Elisabeth van Oostenrijk (1435/36–1505)                | Casimir IV van Polen (1427–1492) ⚭ 1454 Elisabeth van Oostenrijk (1435/36–1505)                                      |
| Overgrootouders                                                 | Johan V van Nassau-Siegen (1455–1516) ⚭ 1482 Elisabeth van Hessen-Marburg (1466–1523)                 | Johan V van Nassau-Siegen (1455–1516) ⚭ 1482 Elisabeth van Hessen-Marburg (1466–1523) | Johan V van Nassau-Siegen (1455–1516) ⚭ 1482 Elisabeth van Hessen-Marburg (1466–1523) | Johan V van Nassau-Siegen (1455–1516) ⚭ 1482 Elisabeth van Hessen-Marburg (1466–1523)                 | Johan V van Nassau-Siegen (1455–1516) ⚭ 1482 Elisabeth van Hessen-Marburg (1466–1523) | Johan V van Nassau-Siegen (1455–1516) ⚭ 1482 Elisabeth van Hessen-Marburg (1466–1523) | Botho III van Stolberg-Wernigerode (1467–1538) ⚭ 1500 Anna van Eppstein-Königstein (1481–1538)        | Botho III van Stolberg-Wernigerode (1467–1538) ⚭ 1500 Anna van Eppstein-Königstein (1481–1538) | Botho III van Stolberg-Wernigerode (1467–1538) ⚭ 1500 Anna van Eppstein-Königstein (1481–1538) | Botho III van Stolberg-Wernigerode (1467–1538) ⚭ 1500 Anna van Eppstein-Königstein (1481–1538)        | Botho III van Stolberg-Wernigerode (1467–1538) ⚭ 1500 Anna van Eppstein-Königstein (1481–1538)                                                                    | Botho III van Stolberg-Wernigerode (1467–1538) ⚭ 1500 Anna van Eppstein-Königstein (1481–1538)        | Johan IV van Leuchtenberg (1470–1531) ⚭ 1502 Margaretha van Schwarzburg-Blankenburg (1482–1518) | Johan IV van Leuchtenberg (1470–1531) ⚭ 1502 Margaretha van Schwarzburg-Blankenburg (1482–1518) | Johan IV van Leuchtenberg (1470–1531) ⚭ 1502 Margaretha van Schwarzburg-Blankenburg (1482–1518) | Johan IV van Leuchtenberg (1470–1531) ⚭ 1502 Margaretha van Schwarzburg-Blankenburg (1482–1518) | Johan IV van Leuchtenberg (1470–1531) ⚭ 1502 Margaretha van Schwarzburg-Blankenburg (1482–1518)    | Johan IV van Leuchtenberg (1470–1531) ⚭ 1502 Margaretha van Schwarzburg-Blankenburg (1482–1518)                                                                                             | Frederik V ‘de Oudere’ van Brandenburg-Ansbach (1460–1536) ⚭ 1479 Sofia van Polen (1464–1512) | Frederik V ‘de Oudere’ van Brandenburg-Ansbach (1460–1536) ⚭ 1479 Sofia van Polen (1464–1512) | Frederik V ‘de Oudere’ van Brandenburg-Ansbach (1460–1536) ⚭ 1479 Sofia van Polen (1464–1512)  | Frederik V ‘de Oudere’ van Brandenburg-Ansbach (1460–1536) ⚭ 1479 Sofia van Polen (1464–1512)        | Frederik V ‘de Oudere’ van Brandenburg-Ansbach (1460–1536) ⚭ 1479 Sofia van Polen (1464–1512)  | Frederik V ‘de Oudere’ van Brandenburg-Ansbach (1460–1536) ⚭ 1479 Sofia van Polen (1464–1512)  | Frederik V ‘de Oudere’ van Brandenburg-Ansbach (1460–1536) ⚭ 1479 Sofia van Polen (1464–1512)                        |
| Grootouders                                                     | Willem I ‘de Rijke’ van Nassau-Siegen (1487–1559) ⚭ 1531 Juliana van Stolberg-Wernigerode (1506–1580) | Willem I ‘de Rijke’ van Nassau-Siegen (1487–1559) ⚭ 1531 Juliana van Stolberg-Wernigerode (1506–1580) | Willem I ‘de Rijke’ van Nassau-Siegen (1487–1559) ⚭ 1531 Juliana van Stolberg-Wernigerode (1506–1580) | Willem I ‘de Rijke’ van Nassau-Siegen (1487–1559) ⚭ 1531 Juliana van Stolberg-Wernigerode (1506–1580) | Willem I ‘de Rijke’ van Nassau-Siegen (1487–1559) ⚭ 1531 Juliana van Stolberg-Wernigerode (1506–1580) | Willem I ‘de Rijke’ van Nassau-Siegen (1487–1559) ⚭ 1531 Juliana van Stolberg-Wernigerode (1506–1580) | Willem I ‘de Rijke’ van Nassau-Siegen (1487–1559) ⚭ 1531 Juliana van Stolberg-Wernigerode (1506–1580) | Willem I ‘de Rijke’ van Nassau-Siegen (1487–1559) ⚭ 1531 Juliana van Stolberg-Wernigerode (1506–1580) | Willem I ‘de Rijke’ van Nassau-Siegen (1487–1559) ⚭ 1531 Juliana van Stolberg-Wernigerode (1506–1580) | Willem I ‘de Rijke’ van Nassau-Siegen (1487–1559) ⚭ 1531 Juliana van Stolberg-Wernigerode (1506–1580) | Willem I ‘de Rijke’ van Nassau-Siegen (1487–1559) ⚭ 1531 Juliana van Stolberg-Wernigerode (1506–1580)                                                             | Willem I ‘de Rijke’ van Nassau-Siegen (1487–1559) ⚭ 1531 Juliana van Stolberg-Wernigerode (1506–1580) | George III van Leuchtenberg (1502–1555) ⚭ 1528 Barbara van Brandenburg-Ansbach (1495–1552)      | George III van Leuchtenberg (1502–1555) ⚭ 1528 Barbara van Brandenburg-Ansbach (1495–1552)      | George III van Leuchtenberg (1502–1555) ⚭ 1528 Barbara van Brandenburg-Ansbach (1495–1552)      | George III van Leuchtenberg (1502–1555) ⚭ 1528 Barbara van Brandenburg-Ansbach (1495–1552) | George III van Leuchtenberg (1502–1555) ⚭ 1528 Barbara van Brandenburg-Ansbach (1495–1552)         | George III van Leuchtenberg (1502–1555) ⚭ 1528 Barbara van Brandenburg-Ansbach (1495–1552)                                                                                                  | George III van Leuchtenberg (1502–1555) ⚭ 1528 Barbara van Brandenburg-Ansbach (1495–1552) | George III van Leuchtenberg (1502–1555) ⚭ 1528 Barbara van Brandenburg-Ansbach (1495–1552) | George III van Leuchtenberg (1502–1555) ⚭ 1528 Barbara van Brandenburg-Ansbach (1495–1552)     | George III van Leuchtenberg (1502–1555) ⚭ 1528 Barbara van Brandenburg-Ansbach (1495–1552)           | George III van Leuchtenberg (1502–1555) ⚭ 1528 Barbara van Brandenburg-Ansbach (1495–1552)     | George III van Leuchtenberg (1502–1555) ⚭ 1528 Barbara van Brandenburg-Ansbach (1495–1552)     | George III van Leuchtenberg (1502–1555) ⚭ 1528 Barbara van Brandenburg-Ansbach (1495–1552)                           |
| Ouders                                                          | Johan VI ‘de Oude’ van Nassau-Siegen (1536–1606) ⚭ 1559 Elisabeth van Leuchtenberg (1537–1579)        | Johan VI ‘de Oude’ van Nassau-Siegen (1536–1606) ⚭ 1559 Elisabeth van Leuchtenberg (1537–1579) | Johan VI ‘de Oude’ van Nassau-Siegen (1536–1606) ⚭ 1559 Elisabeth van Leuchtenberg (1537–1579) | Johan VI ‘de Oude’ van Nassau-Siegen (1536–1606) ⚭ 1559 Elisabeth van Leuchtenberg (1537–1579)        | Johan VI ‘de Oude’ van Nassau-Siegen (1536–1606) ⚭ 1559 Elisabeth van Leuchtenberg (1537–1579) | Johan VI ‘de Oude’ van Nassau-Siegen (1536–1606) ⚭ 1559 Elisabeth van Leuchtenberg (1537–1579) | Johan VI ‘de Oude’ van Nassau-Siegen (1536–1606) ⚭ 1559 Elisabeth van Leuchtenberg (1537–1579)        | Johan VI ‘de Oude’ van Nassau-Siegen (1536–1606) ⚭ 1559 Elisabeth van Leuchtenberg (1537–1579) | Johan VI ‘de Oude’ van Nassau-Siegen (1536–1606) ⚭ 1559 Elisabeth van Leuchtenberg (1537–1579) | Johan VI ‘de Oude’ van Nassau-Siegen (1536–1606) ⚭ 1559 Elisabeth van Leuchtenberg (1537–1579)        | Johan VI ‘de Oude’ van Nassau-Siegen (1536–1606) ⚭ 1559 Elisabeth van Leuchtenberg (1537–1579)                                                                    | Johan VI ‘de Oude’ van Nassau-Siegen (1536–1606) ⚭ 1559 Elisabeth van Leuchtenberg (1537–1579)        | Johan VI ‘de Oude’ van Nassau-Siegen (1536–1606) ⚭ 1559 Elisabeth van Leuchtenberg (1537–1579)  | Johan VI ‘de Oude’ van Nassau-Siegen (1536–1606) ⚭ 1559 Elisabeth van Leuchtenberg (1537–1579)  | Johan VI ‘de Oude’ van Nassau-Siegen (1536–1606) ⚭ 1559 Elisabeth van Leuchtenberg (1537–1579)  | Johan VI ‘de Oude’ van Nassau-Siegen (1536–1606) ⚭ 1559 Elisabeth van Leuchtenberg (1537–1579) | Johan VI ‘de Oude’ van Nassau-Siegen (1536–1606) ⚭ 1559 Elisabeth van Leuchtenberg (1537–1579)     | Johan VI ‘de Oude’ van Nassau-Siegen (1536–1606) ⚭ 1559 Elisabeth van Leuchtenberg (1537–1579)                                                                                              | Johan VI ‘de Oude’ van Nassau-Siegen (1536–1606) ⚭ 1559 Elisabeth van Leuchtenberg (1537–1579) | Johan VI ‘de Oude’ van Nassau-Siegen (1536–1606) ⚭ 1559 Elisabeth van Leuchtenberg (1537–1579) | Johan VI ‘de Oude’ van Nassau-Siegen (1536–1606) ⚭ 1559 Elisabeth van Leuchtenberg (1537–1579) | Johan VI ‘de Oude’ van Nassau-Siegen (1536–1606) ⚭ 1559 Elisabeth van Leuchtenberg (1537–1579)       | Johan VI ‘de Oude’ van Nassau-Siegen (1536–1606) ⚭ 1559 Elisabeth van Leuchtenberg (1537–1579) | Johan VI ‘de Oude’ van Nassau-Siegen (1536–1606) ⚭ 1559 Elisabeth van Leuchtenberg (1537–1579) | Johan VI ‘de Oude’ van Nassau-Siegen (1536–1606) ⚭ 1559 Elisabeth van Leuchtenberg (1537–1579)                       |
| Johan VII ‘de Middelste’ van Nassau-Siegen (1561–1623)          | | | | | | | | | | | | |                                                                                                 |                                                                                                 |                                                                                                 | | | | | |                                                                                                | |                                                                                                |                                                                                                | |
| Echtgenotes                                                     | ⚭ 1581 Magdalena van Waldeck-Wildungen (1558–1599)                                                    | ⚭ 1581 Magdalena van Waldeck-Wildungen (1558–1599) | ⚭ 1581 Magdalena van Waldeck-Wildungen (1558–1599) | ⚭ 1581 Magdalena van Waldeck-Wildungen (1558–1599)                                                    | ⚭ 1581 Magdalena van Waldeck-Wildungen (1558–1599) | ⚭ 1581 Magdalena van Waldeck-Wildungen (1558–1599) | ⚭ 1581 Magdalena van Waldeck-Wildungen (1558–1599)                                                    | ⚭ 1581 Magdalena van Waldeck-Wildungen (1558–1599) | ⚭ 1581 Magdalena van Waldeck-Wildungen (1558–1599) | ⚭ 1581 Magdalena van Waldeck-Wildungen (1558–1599)                                                    | ⚭ 1581 Magdalena van Waldeck-Wildungen (1558–1599) | ⚭ 1581 Magdalena van Waldeck-Wildungen (1558–1599)                                                    | ⚭ 1603 Margaretha van Sleeswijk-Holstein-Sonderburg (1583–1658)                                 | ⚭ 1603 Margaretha van Sleeswijk-Holstein-Sonderburg (1583–1658)                                 | ⚭ 1603 Margaretha van Sleeswijk-Holstein-Sonderburg (1583–1658)                                 | ⚭ 1603 Margaretha van Sleeswijk-Holstein-Sonderburg (1583–1658) | ⚭ 1603 Margaretha van Sleeswijk-Holstein-Sonderburg (1583–1658)                                    | ⚭ 1603 Margaretha van Sleeswijk-Holstein-Sonderburg (1583–1658) | ⚭ 1603 Margaretha van Sleeswijk-Holstein-Sonderburg (1583–1658) | ⚭ 1603 Margaretha van Sleeswijk-Holstein-Sonderburg (1583–1658) | ⚭ 1603 Margaretha van Sleeswijk-Holstein-Sonderburg (1583–1658)                                | ⚭ 1603 Margaretha van Sleeswijk-Holstein-Sonderburg (1583–1658)                                      | ⚭ 1603 Margaretha van Sleeswijk-Holstein-Sonderburg (1583–1658)                                | ⚭ 1603 Margaretha van Sleeswijk-Holstein-Sonderburg (1583–1658)                                | ⚭ 1603 Margaretha van Sleeswijk-Holstein-Sonderburg (1583–1658)                                                      |
| Kinderen                                                        | Johan Ernst van Nassau-Siegen (1582–1617)                                                             | Johan VIII ‘de Jongere’ van Nassau-Siegen (1583–1638) ⚭ 1618 Ernestine Yolande van Ligne (1594–1663) | Elisabeth van Nassau-Siegen (1584–1661) ⚭ 1604 Christiaan van Waldeck-Wildungen (1585–1637) | Adolf van Nassau-Siegen (1586–1608)                                                                   | Juliana van Nassau-Siegen (1587–1643) ⚭ 1603 Maurits ‘de Geleerde’ van Hessen-Kassel (1572–1632) | Anna Maria van Nassau-Siegen (1589–1620) ⚭ 1611 Johan Adolf van Daun-Falkenstein-Broich (ca. 1581–1653) | Johan Albert van Nassau-Siegen (1590–1590)                                                            | Willem van Nassau-Siegen (1592–1642) ⚭ 1619 Christiane van Erbach (1596–1646) | Anna Johanna van Nassau-Siegen (1594–1636) ⚭ 1619 Johan Wolfert van Brederode (1599–1655) | Frederik Lodewijk van Nassau-Siegen (1595–1600)                                                       | Magdalena van Nassau-Siegen (1596–1662) ⚭ 1631 Bernhard Moritz von Oeynhausen-Velmede (1602–1632) ⚭ 1642 Philipp Wilhelm von Innhausen und Knyphausen (1591–1652) | Johan Frederik van Nassau-Siegen (1597–1597)                                                          | Johan Maurits van Nassau-Siegen (1604–1679)                                                     | George Frederik van Nassau-Siegen (1606–1674) ⚭ 1647 Mauritia Eleonora van Portugal (1609–1674) | Willem Otto van Nassau-Siegen (1607–1641)                                                       | Louise Christina van Nassau-Siegen (1608–1685) ⚭ 1627 Philippe François de Joux dit de Watteville (ca. 1605–1636) | Sophia Margaretha van Nassau-Siegen (1610–1665) ⚭ 1656 George Ernst van Limburg-Stirum (1593–1661) | Hendrik van Nassau-Siegen (1611–1652) ⚭ 1646 Maria Magdalena van Limburg-Stirum (1632–1707)                                                                                                 | Maria Juliana van Nassau-Siegen (1612–1665) ⚭ 1637 Frans Hendrik van Saksen-Lauenburg (1604–1658) | Amalia van Nassau-Siegen (1613–1669) ⚭ 1636 Herman Wrangel af Salmis (1587–1643) ⚭ 1649 Christiaan August van Palts-Sulzbach (1622–1708) | Bernhard van Nassau-Siegen (1614–1617)                                                         | Christiaan van Nassau-Siegen (1616–1644) ⚭ ca. 1641 Anna Barbara von Quadt-Landskron-Rheinbach (?–?) | Catharina van Nassau-Siegen (1617–1645)                                                        | Johan Ernst van Nassau-Siegen (1618–1639)                                                      | Elisabeth Juliana van Nassau-Siegen (1620–1665) ⚭ 1647 Bernhard van Sayn-Wittgenstein-Berleburg-Neumagen (1620–1675) |
| Kleinkinderen                                                   | – | 1. Maria van Nassau-Siegen (1619–1620) 2. dochter (1620–1620) 3. Clara Maria van Nassau-Siegen (1621–1695) 4. Ernestine Charlotte van Nassau-Siegen (1623–1658) 5. Lamberta Alberta van Nassau-Siegen (1625–1635) 6. Johan Frans Desideratus van Nassau-Siegen (1627–1699) | 1. Maria Magdalena van Waldeck-Wildungen (1606–1671) 2. Sofia Juliana van Waldeck-Wildungen (1607–1637) 3. Anna Augusta van Waldeck-Wildungen (1608–1658) 4. Elisabeth van Waldeck-Wildungen (1610–1647) 5. Maurits van Waldeck-Wildungen (1611–1617) 6. Catharina van Waldeck-Wildungen (1612–1649) 7. Filips VII van Waldeck-Wildungen (1613–1645) 8. Christina van Waldeck-Wildungen (1614–1666) 9. Dorothea van Waldeck-Wildungen (1617–?) 10. Agnes van Waldeck-Wildungen (1618–1651) 11. Sibylla van Waldeck-Wildungen (1619–?) 12. Johanna Agatha van Waldeck-Wildungen (1620–1638) 13. Gabriël van Waldeck-Wildungen (1621–1624) 14. Johan II van Waldeck-Landau (1623–1668) 15. Louise van Waldeck-Wildungen (1625–?) | – | 1. Filips van Hessen-Kassel (1604–1626) 2. Agnes van Hessen-Kassel (1606–1660) 3. Herman van Hessen-Rotenburg (1607–1658) 4. Juliana van Hessen-Kassel (1608–1628) 5. Sabina van Hessen-Kassel (1610–1620) 6. Magdalena van Hessen-Kassel (1611–1671) 7. Maurits van Hessen-Kassel (1614–1633) 8. Sofia van Hessen-Kassel (1615–1670) 9. Frederik van Hessen-Eschwege (1617–1655) 10. Christiaan van Hessen-Kassel (1622–1640) 11. Ernst van Hessen-Rheinfels (1623–1693) 12. Christina van Hessen-Kassel (1625–1626) 13. Filips van Hessen-Kassel (1626–1629) 14. Elisabeth van Hessen-Kassel (1628–1633) | 1. Maurits van Daun-Falkenstein (1612–1612) 2. Willem Wirich van Daun-Falkenstein-Broich (1613–1682) 3. Emich van Daun-Falkenstein (ca. 1614–1642) 4. Anna Elisabeth van Daun-Falkenstein (ca. 1615–1706) 5. Ernestina van Daun-Falkenstein (?–?) | – | 1. Johan Willem van Nassau-Siegen (1619–1623) 2. Maurits Frederik van Nassau-Siegen (1621–1638) 3. Maria Magdalena van Nassau-Siegen (1622–1647) 4. Ernestina Juliana van Nassau-Siegen (1624–1634) 5. Elisabeth Charlotte van Nassau-Siegen (1626–1694) 6. Hollandina van Nassau-Siegen (1628–1629) 7. Wilhelmina Christina van Nassau-Siegen (1629–1700) | 1. Sofia Theodora van Brederode (1620–1678) 2. Juliana van Brederode (ca. 1622–1678) 3. Florentina van Brederode (1624–1698) 4. Trajectina Anna van Brederode (1626–1672) 5. Walraven van Brederode (1628–1628) 6. Amalia Margaretha van Brederode (?–1663) 7. doodgeboren dochter (1630) 8. doodgeboren dochter (1631) 9. ongedoopt overleden zoon 10. ongedoopt overleden zoon 11. ongedoopt overleden dochter 12. ongedoopt overleden dochter | – | – | – | –                                                                                               | Margaretha Sophia van Nassau (?–1737) (buitenechtelijk)                                         | –                                                                                               | 1. Jean Charles de Joux dit de Watteville (1628–1699) 2. Thomas Eugène de Joux dit de Watteville (?–1650) 3. Jean de Joux dit de Watteville (?–?) 4. Anne Desirée de Joux dit de Watteville (?–?) 5. Marie de Joux dit de Watteville (?–1700) | –                                                                                                  | 1. Ernestina van Nassau-Siegen (1647–1652) 2. Willem Maurits van Nassau-Siegen (1649–1691) 3. Sophia Amalia van Nassau-Siegen (1650–1688) 4. Frederik Hendrik van Nassau-Siegen (1651–1676) | 1. Catharina Maria Sophia van Saksen-Lauenburg (1640–1641) 2. Christina Juliana van Saksen-Lauenburg (1642–1644) 3. Erdmuthe Sophia van Saksen-Lauenburg (1644–1689) 4. Frans van Saksen-Lauenburg (1645–1645) 5. Eleonora Charlotte van Saksen-Lauenburg (1646–1709) 6. Erdmann van Saksen-Lauenburg (1649–1660) | 1. Hendrik Willem Wrangel af Salmis (ca. 1638–1643) 2. Maria Christina Wrangel af Salmis (1638–1691) 3. Johan Frederik Wrangel af Salmis (1640–1662) 4. Wolmar Herman Wrangel af Salmis (1641–1675) 5. Margaretha Barbara Wrangel af Salmis (1642–na 1707) 6. Hendrik Willem Wrangel af Salmis (1643–1673) 7. Elisabeth Dorothea Wrangel af Salmis (1644–?) 8. Maria Hedwig Augusta van Palts-Sulzbach (1650–1681) 9. Amalia Sophia van Palts-Sulzbach (1651–1721) 10. Johan August van Palts-Sulzbach (1654–1658) 11. Christiaan Alexander Ferdinand van Palts-Sulzbach (1656–1657) 12. Theodoor Eustachius van Palts-Sulzbach (1659–1733) | –                                                                                              | – | –                                                                                              | –                                                                                              | – |